# Ethion
Ethion of diethion is een organofosforverbinding, meer bepaald een thiofosfaat-ester, gebruikt als acaricide en insecticide. Het is in de land- en tuinbouw toegepast op een brede waaier van oogsten, zowel voedingsgewassen als sierplanten of grasvelden. Ook wordt vee ermee behandeld.
De stof werd in 1959 gepatenteerd door FMC Corp. en kwam begin van de jaren '60 van de 20e eeuw op de markt.

## Regelgeving
In de Europese Unie is de stof niet meer toegelaten; alle erkenningen moesten op 25 juli 2003 ingetrokken zijn, behalve in Frankrijk waarvoor een uitzondering gold tot ten laatste 30 juni 2007.

## Toxicologie en veiligheid
Organothiofosfaatinsecticiden verstoren de werking van het enzym acetylcholinesterase, dat essentieel is voor de goede werking van het zenuwstelsel, zowel bij insecten als bij mensen. Ethion is dus een neurotoxine en is toxisch bij inademing, inslikken of door contact met de huid. De stof kan via de huid opgenomen worden. Ernstige blootstelling kan leiden tot bewusteloosheid, coma of dood.